# Бремен (тауншип, Миннесота)
Бремен (англ. Bremen) — тауншип в округе Пайн, Миннесота, США. На 2000 год его население составило 246 человек.

## География
По данным Бюро переписи населения США площадь тауншипа составляет 93,7 км², из которых 93,2 км² занимает суша, а 0,6 км² — вода (0,61 %).

## Демография
По данным переписи населения 2000 года здесь находились 246 человек, 87 домохозяйств и 64 семьи.  Плотность населения —  2,6 чел./км².  На территории тауншипа расположена 181 постройка со средней плотностью 1,9 построек на один квадратный километр. Расовый состав населения: 98,78 % белых, 0,41 % коренных американцев, 0,41 % — других рас США и 0,41 % приходится на две или более других рас.
Из 87 домохозяйств в 35,6 % воспитывались дети до 18 лет, в 59,8 % проживали супружеские пары, в 8,0 % проживали незамужние женщины и в 25,3 % домохозяйств проживали несемейные люди. 16,1 % домохозяйств состояли из одного человека, при том 5,7 % из — одиноких пожилых людей старше 65 лет. Средний размер домохозяйства — 2,83, а семьи — 3,22 человека.
28,9 % населения — младше 18 лет, 4,9 % — в возрасте от 18 до 24 лет, 25,6 % — от 25 до 44, 29,7 % — от 45 до 64, и 11,0 % — старше 65 лет. Средний возраст — 41 год. На каждые 100 женщин приходилось 100,0 мужчин.  На каждые 100 женщин старше 18 приходилось 105,9 мужчин.
Средний годовой доход домохозяйства составлял 30 278 долларов, а средний годовой доход семьи —  32 159 долларов. Средний доход мужчин —  31 786  долларов, в то время как у женщин — 26 875. Доход на душу населения составил 12 504 доллара. За чертой бедности находились 5,1 % семей и 5,9 % всего населения тауншипа, из которых 8,0 % старше 65 лет.